# Яковлево (Подольський міський округ)
Я́ковлево (рос. Яковлево) — присілок у складі Подольського міського округу Московської області, Росія.

## Населення
Населення — 134 особи (2010; 59 у 2002).
Національний склад (станом на 2002 рік):
- росіяни — 97 %